# Parco nazionale del Monte Olimpo
Il parco nazionale del Monte Olimpo è un'area protetta istituita nel 1938 e comprende il medesimo monte, che secondo la mitologia greca era la dimora degli dèi. È situato nella parte nord-orientale della Grecia, al confine tra la Tessaglia e la Macedonia e più precisamente nella prefettura della Pieria.
Il parco occupa una superficie di circa 120 km² ed è caratterizzato dalla presenza di foreste di pino, faggio e piante sempreverdi; il monte affianca la stretta Valle di Tempe, attraversata dal fiume Peneo che sfocia nel golfo di Salonicco.

## Flora
La distribuzione della vegetazione può essere suddivisa in quattro zone:
- Zona di latifoglie sempreverdi

La prima zona di latifoglie sempreverdi si trova ad un'altitudine compresa tra 300 e 500 m. La zona è dominata da arbusti e alberi bassi come il leccio, il corbezzolo greco, la quercia spinosa, il corbezzolo, il ginepro rosso, ecc. 
- Bosco di faggio-abete e conifere di montagna

I boschi di faggio-abete e di conifere di montagna si estendono dai 600 ai 1400 m, dove dominano i boschi di pino nero. In gruppi si possono incontrare abete bulgaro, faggio europeo, olmo montano, tasso, nocciòlo, corniolo e una varietà di piante erbacee.
- Zona di conifere resistenti al freddo

Ad altitudini comprese tra 1 400 e 2500 m, emerge la zona delle conifere resistenti al freddo. La specie di pino predominante è il raro pino bosniaco, che fa la sua prima comparsa a 1100 m, sostituendo gradualmente il pino nero e formando foreste miste fino a 2000 m. Le aree con pino bosniaco sono generalmente aride con pendii rocciosi. La vegetazione che cresce in questa regione si adatta alle specifiche condizioni locali e comprende molte specie endemiche dei Balcani.
- I prati e le praterie di alta montagna non boscose

Al di sopra dei 2500 m, che è anche il limite del bosco più alto dei Balcani, si trovano i prati e le praterie di alta montagna non boscose. Sul Monte Olimpo, questi prati mostrano una grande diversità e la loro composizione floreale comprende molti fiori selvatici rari, la maggior parte dei quali sono endemici della Grecia e della penisola balcanica.

## Fauna

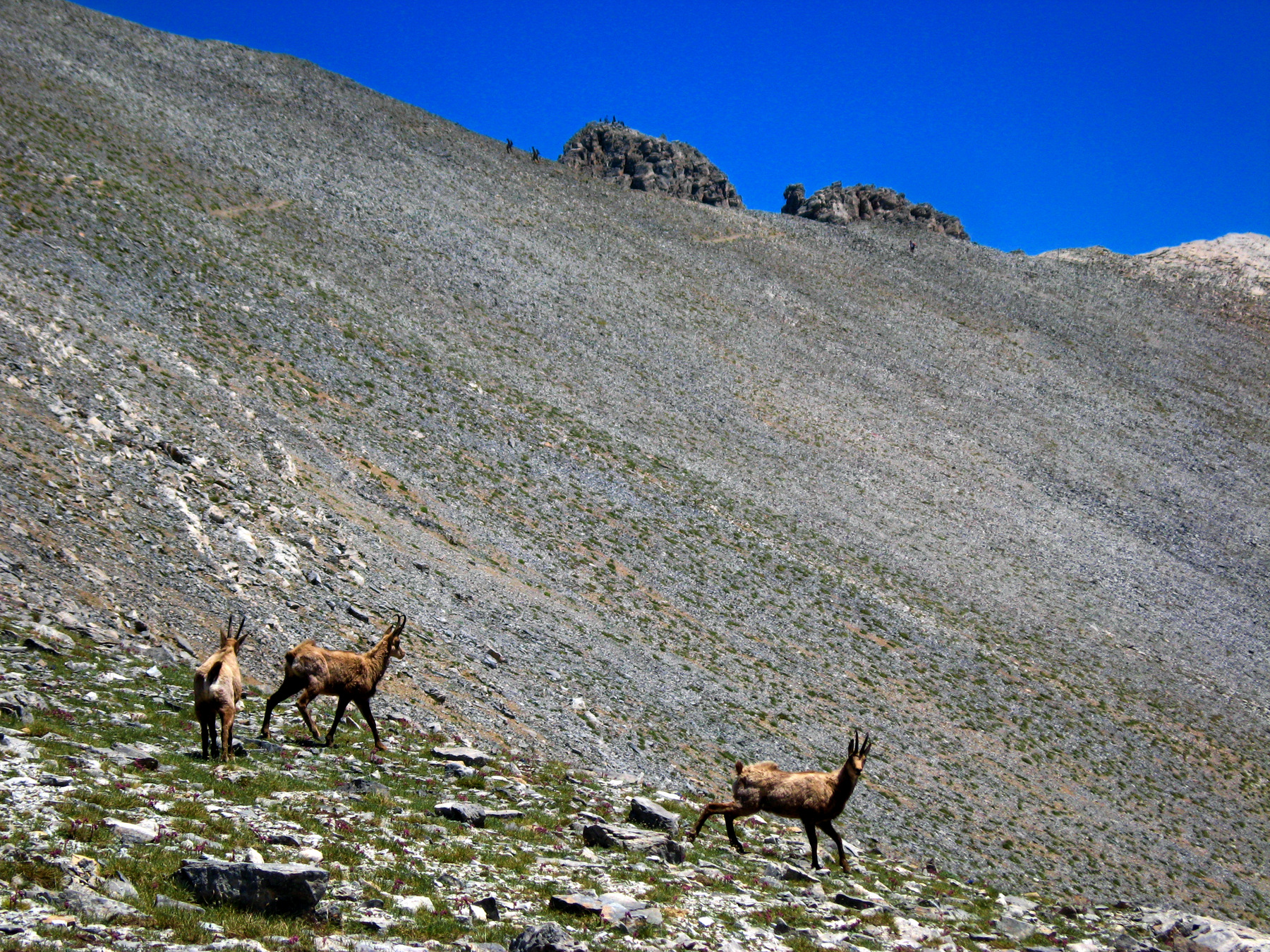
Camosci sul Monte Olimpo

Sul monte Olimpo sono state registrate più di 40 specie di mammiferi. Il camoscio balcanico è probabilmente il mammifero più rappresentativo associato al Monte Olimpo, in quanto può essere facilmente osservato da escursionisti e visitatori durante i mesi estivi nella zona alpina. Altre specie presenti sono il capriolo, la faina, il cinghiale, la volpe, lo scoiattolo, il gatto selvatico e molte specie di pipistrelli. Grandi carnivori come l'orso bruno e il lupo sono di passaggio in tutta la montagna e le sue colline.
Numerosi gli uccelli. I rapaci trovano riparo sui ripidi pendii rocciosi delle montagne, tra cui l'aquila, il biancone, la poiana, il falco pecchiaiolo, ecc. Altri uccelli tipicamente alpini come il picchio muraiolo, il sordone alpino, l'allodola golagialla e il gracchio alpino vivono nei prati alpini, nelle rocce e nei ghiaioni e sono adattati alle difficili condizioni di montagna. I fitti boschi ospitano una varietà di picchi e specie di cincia. Tra gli abitanti delle foreste figurano anche l'astore e l'aquila minore, mentre l'area, in generale, è un importante passaggio migratorio per i rapaci.